# Dobele (rejon)
Dobele (łot. Dobeles rajons) – rejon w południowej Łotwie, funkcjonujący w latach 1949–2009.
Rejon graniczył z Litwą oraz z rejonami: Jełgawa, Saldus i Tukums.
Zniesiony 30 czerwca 2009, w ramach reformy administracyjnej.